# Marta Tudanca
Marta Tudanca Acedo (Vitoria, 10 de abril de 1990) es una exjugadora de baloncesto profesional española.

## Biografía
Marta Tudanca Acedo nació en Vitoria en 1990. Es diplomada en Podología y estudiante del Grado en Nutrición Humana y Dietética.

## Trayectoria
Comenzó a jugar al Baloncesto en la escuela del Baskonia. Después se marchó a San Viator. A los 14 años, una de las mejores canteras de España, Segle XXI, se fijó en ella y Tudanca hizo realidad su sueño de ser jugadora profesional. Allí estuvo cuatro temporadas, hasta los 18 años, la última de ellas en Liga Femenina 2.
En el Universitario de Ferrol disputó, intercaladas, cuatro campañas en la categoría de plata (2008-2011 y 2013-2014). Entremedias, Tudanca fichó por el Club Deportivo Bembibre, que tras lograr el ascenso de categoría, debutó en Liga Femenina en la temporada 2012-2013. Durante esa temporada, Marta fue habitual entre las jgadoras mejor valoradas de cada jornada.
En la temporada 2014-2015 fue jugadora del CB Al-Qázeres. Y en la 2015-2016 con el CD Promete logró la permanencia en Liga Femenina.
En la temporada 2016-2017, doce temporadas después de salir de Vitoria, Marta cumplió su deseo de jugar en su ciudad natal en Liga Femenina con el Lacturale Araski en su debut en la máxima categoría de baloncesto femenino. En la jornada 16 destacó como jugadora del quinteto ideal.
A finales de septiembre de 2021 anunció su retirada del baloncesto profesional.

## Clubes

### Nacionales
- 2003-2004 San Viator en Cadete Femenino.
- 2004-2006 Segle XXI en Junior Femenino.
- 2006-2007 Segle XXI en Liga Femenina 2.
- 2008-2011 Universitario de Ferrol en Liga Femenina 2.
- 2011-2012 Club deportivo Bembibre en Liga Femenina 2.
- 2012-2013 Club deportivo Bembibre en Liga Femenina.
- 2013-2014 Universitario de Ferrol en Liga Femenina 2.
- 2014-2015 CB Al-Qázeres en Liga Femenina.
- 2015 Club Unión Florida en SuperLiga Femenina de Básquet de Argentina.
- 2015-2016 AD Fundación Promete en Liga Femenina.
- 2016-2017 Araski AES en Liga Femenina.
- 2017-2018 Araski AES en Liga Femenina.[12]
- 2019-2020 Universitario de Ferrol en Liga Femenina 2.[13]
- 2020- Durán Maquinaria Ensino de Lugo en Liga Femenina.[14]
- 2020-2021 Ucam Primafrío Jairis, club murciano en Liga Femenina 2.[15]

### Internacionales
- En 2015 se proclamó campeona de SuperLiga Femenina de Básquet de Argentina con el Unión Florida, promediando 13 puntos y 9 rebotes por encuentro y siendo la jugadora mejor valorada de su equipo.[16][17]
- En 2016 se unió al Santa María de Machala de Ecuador, pero los terremotos que azotaron el país en abril precipitaron su regreso habiendo disputado tan solo dos partidos con su equipo.[4][18]
- En 2017, su equipo Club Unión Florida, se proclamó campeón de la SuperLiga Femenina de Básquet de Argentina.[19] Fue la segunda máxima anotadora de su equipo con 13,8 puntos por partido. Su promedio a lo largo de los 12 partidos disputados: 13,8 puntos (38% T2, 28,3 % T3, 75,9% TL), 5,8 rebotes, 0,9 asistencias, 1,8 pérdidas, 2,1 recuperaciones y 14 valoración.[20][21][22]
- En 2018 fichó por el Rutronik Stars de Alemania y jugó con este equipo la Eurocup.[13]

## Selección nacional

### Categorías inferiores
- Internacional en las categorías de formación de la selección española, ha participado en europeos y mundiales de baloncesto femenino, obteniendo muy buenos resultados. La aspiración de Marta es poder jugar en la selección absoluta para participar en juegos olímpicos y mundiales.
- En 2009 fue medalla de plata en el Mundial U19 de Bangkok (Tailandia) y medalla de plata en el Europeo U20 de Gdynia (Polonia).
- En 2010 consiguió otra del mismo metal el Europeo U20 en Liepaja (Letonia).[23]

### Participaciones internacionales
| Título                                           | Sede       | Resultado   | Año  |
| ------------------------------------------------ | ---------- | ----------- | ---- |
| Campeonato Europeo Sub-16 femenino de baloncesto | Eslovaquia | Campeona    | 2006 |
| Campeonato Europeo Sub-18 femenino de baloncesto | Eslovaquia | 5.º puesto  | 2008 |
| Campeonato Europeo Sub-20 femenino de baloncesto | Polonia    | Subcampeona | 2009 |
| Mundial de Baloncesto Femenino Sub-19            | Tailandia  | Subcampeona | 2009 |
| Campeonato Europeo Sub-20 femenino de baloncesto | Letonia    | Subcampeona | 2010 |

## Palmarés

### Campeonatos nacionales
| Título                                     | Club          | País      | Año  |
| ------------------------------------------ | ------------- | --------- | ---- |
| SuperLiga Femenina de Básquet de Argentina | Unión Florida | Argentina | 2015 |
| Semifinalistas Copa de la Reina            | Araski AES    | España    | 2017 |
| Semifinalistas Liga Femenina 1             | Araski AES    | España    | 2017 |
| SuperLiga Femenina de Básquet de Argentina | Unión Florida | Argentina | 2017 |

### Campeonatos internacionales
| Título                                                 | Equipo                                     | País       | Año  |
| ------------------------------------------------------ | ------------------------------------------ | ---------- | ---- |
| Oro Campeonato Europeo Sub-16                          | Selección femenina de baloncesto de España | Eslovaquia | 2006 |
| Plata Campeonato Europeo Sub-20 femenino de baloncesto | Selección femenina de baloncesto de España | Polonia    | 2009 |
| Plata Mundial de Baloncesto Femenino Sub-19            | Selección femenina de baloncesto de España | Tailandia  | 2009 |
| Plata Campeonato Europeo Sub-20 femenino de baloncesto | Selección femenina de baloncesto de España | Letonia    | 2010 |

### Premios Individuales
- 2015:  XXII Gala del Deporte Alavés de la Asociación de la Prensa Deportiva de Álava. Premio por ser la jugadora alavesa más destacada de los últimos años en Liga Femenina.[25]
- 2021: Premio "Alavesa del mes de septiembre".[26] Se lo concedieron tras conocer su despedida del baloncesto profesional, donde fue referente durante 16 años.